# Фаррахов, Минихази Минивалеевич
 Минихази Минивалеевич Фаррахов  (19 марта 1931, Юмадыбаш, Шаранский район, Башкирская АССР, РСФСР, СССР — 1 февраля 2003, Уфа, Башкортостан, Россия) — начальник цеха по добыче нефти и газа нефтегазодобывающего управления «Мамонтовнефть» производственного объединения «Юганскнефтегаз» Тюменской области, Герой Социалистического Труда.

## Биография
Минихази Минивалеевич Фаррахов родился 19 марта 1931 года в с. Юмадыбашево Шаранского района БАССР. По национальности башкир.
Образование — среднее специальное, в 1970 году окончил Сургутский нефтяной техникум.
Трудовую деятельность начал в 1942 году в колхозе имени М. В. Фрунзе Туймазинского района Башкирской АССР. 
В 1951—1954 годах служил в рядах Советской Армии в артиллерийских войсках. С 1955 года работал помощником оператора нефтепромыслового управления «Октябрьскнефть» Башкирской АССР.
На освоение нефтяных богатств Западной Сибири М. М. Фаррахов прибыл в 1964 году и прошел путь от оператора до начальника цеха по добыче нефти и газа. Внес непосредственный вклад в добычу первых сотен тысяч тонн сибирской нефти. 
С 1978 года — начальник цеха по добыче нефти и газа нефтегазодобывающего управления «Мамонтовнефть» производственного объединения «Юганскнефтегаз» Тюменской области. Возглавляемый им цех в 1981—1983 годах был признан лучшим по Министерству нефтяной промышленности СССР. За годы одиннадцатой пятилетки коллектив добыл 37860,5 тысячи тонн нефти, что составляет 101,1 процента к плану.
В цехе регулярно проводилась работа по выявлению резервов производства, сбережению материальных и топливно-энергетических ресурсов. За одиннадцатую пятилетку (1981—1985) было сэкономлено 2 миллиона 9 тысяч киловатт-часов электроэнергии, на 26,3 тысячи рублей материалов. Увеличение зоны обслуживания и объема работ, выполняемых одним оператором, способствовало повышению производительности труда, сокращению трудовых затрат.
Коллектив цеха был признан образцово-показательным, М. М. Фаррахову присвоено звание «Ударник социалистического труда».
За выдающиеся производственные достижения, большой личный вклад в досрочное выполнение заданий одиннадцатой пятилетки и социалистических обязательств по добыче нефти и газа и проявленную трудовую доблесть Указом Президиума Верховного Совета СССР от 29 апреля 1986 года М. М. Фаррахову присвоено звание Героя Социалистического Труда.
До ухода на пенсию в 1991 году Минихази Минивалеевич работал начальником цеха по добыче нефти и газа НГДУ «Мамонтовнефть» производственного объединения «Юганскнефтегаз».
Фаррахов Минихази Минивалеевич умер 1 февраля 2003 года.

## Награды
- Герой Социалистического Труда (1986)
- Ордена Ленина (1971, 1986)
- Орден Трудового Красного Знамени (1966)
- Орден Дружбы народов (1981)
- Медаль «За трудовую доблесть в годы Великой Отечественной войны».